# Ерік Фріборґ
Ерік Фріборґ (швед. Erik Friborg, 24 січня 1893 — 22 травня 1968) — шведський велогонщик.
Олімпійський чемпіон 1912 року в роздільній командній гонці.